# InterCity
Az InterCity, rövidítve IC egy magasabb színvonalú szolgáltatást nyújtó, többnyire belföldön közlekedő, távolsági vasúti járat. Európa több országában is közlekednek, némileg eltérő kritériumokkal. Általában pót- és helyjegykötelesek.

## Jellemzők
- Többnyire belföldi forgalom közlekedik,
- Megállás csak nagyobb városokban,
- Léghűtéses vagy klimatizált kocsikat továbbít,
- Teljes nemdohányzó kocsik,
- 90 km/h átlagsebesség,
- gyakran étkezőkocsi is közlekedik a vonatban.

## InterCity-vonatok Európában
Európa számos más országában közlekednek IC-vonatok (Ausztria, Belgium, Csehország, Finnország, Hollandia, Lengyelország, Németország, Portugália, Románia, Spanyolország, Svájc, Szlovákia) minőségi távolsági expresszvonatként. Ausztria kivételével mindenhol csak külön pótjeggyel vehetők igénybe. Egyes országokban (pl. Olaszország vagy Ausztria) többféle kategóriájú IC-vonat is létezik.

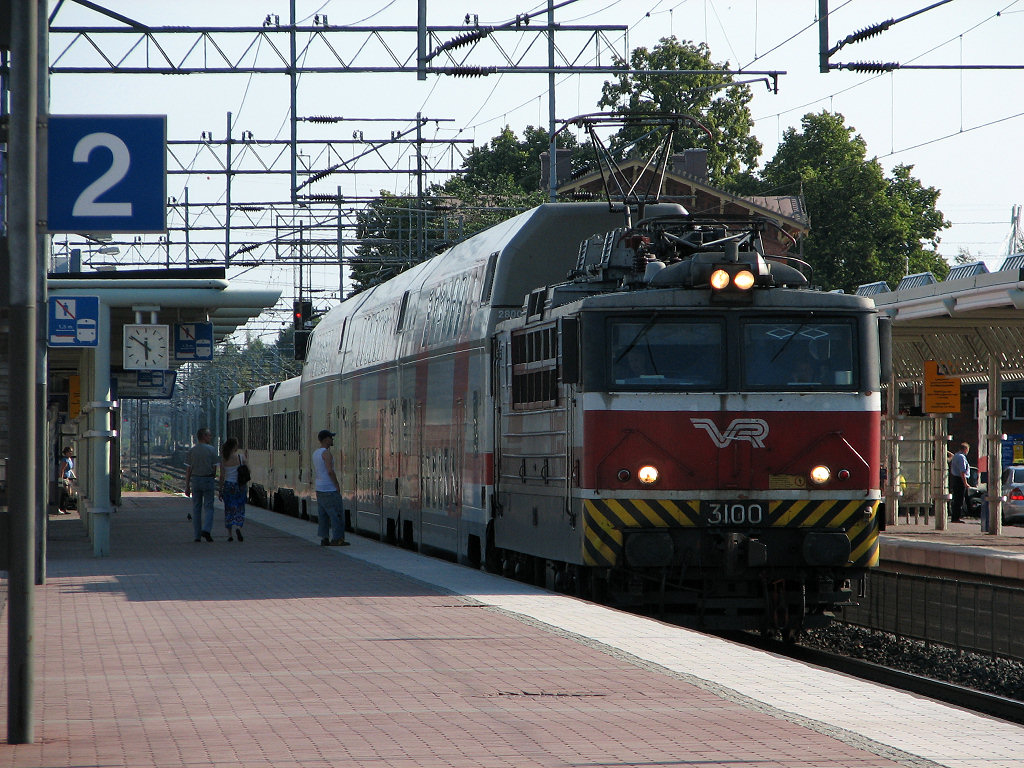
VR emeletes Inter City Tikkurila (Finnország) állomáson
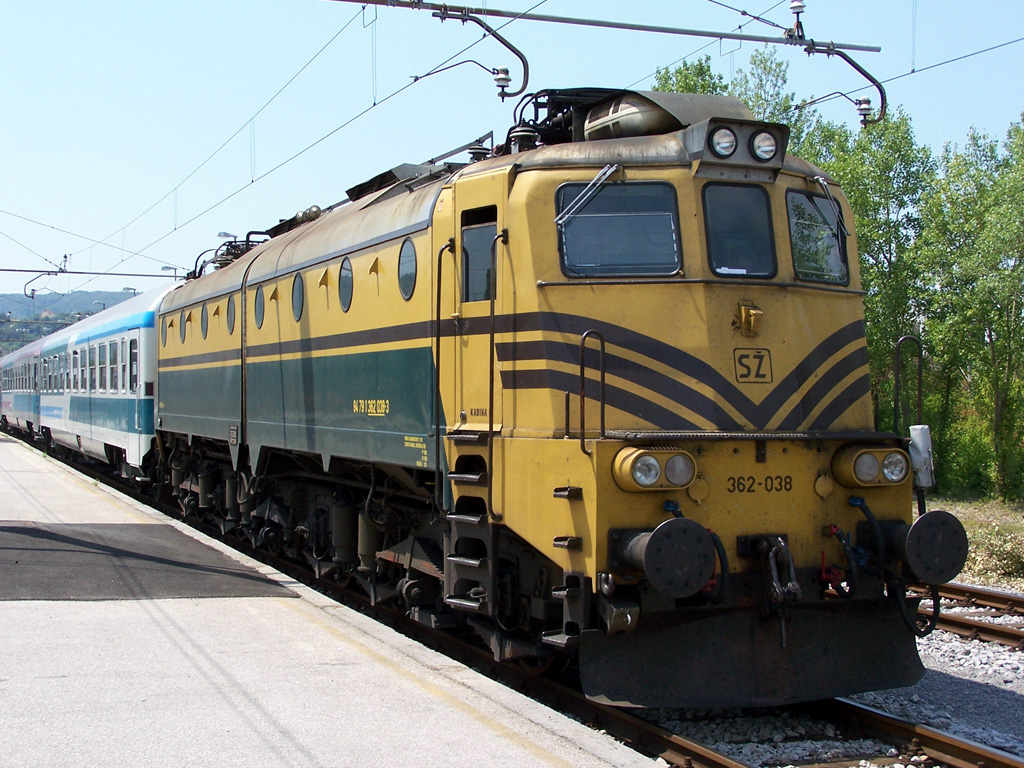
Szlovén InterCity Koper állomásán
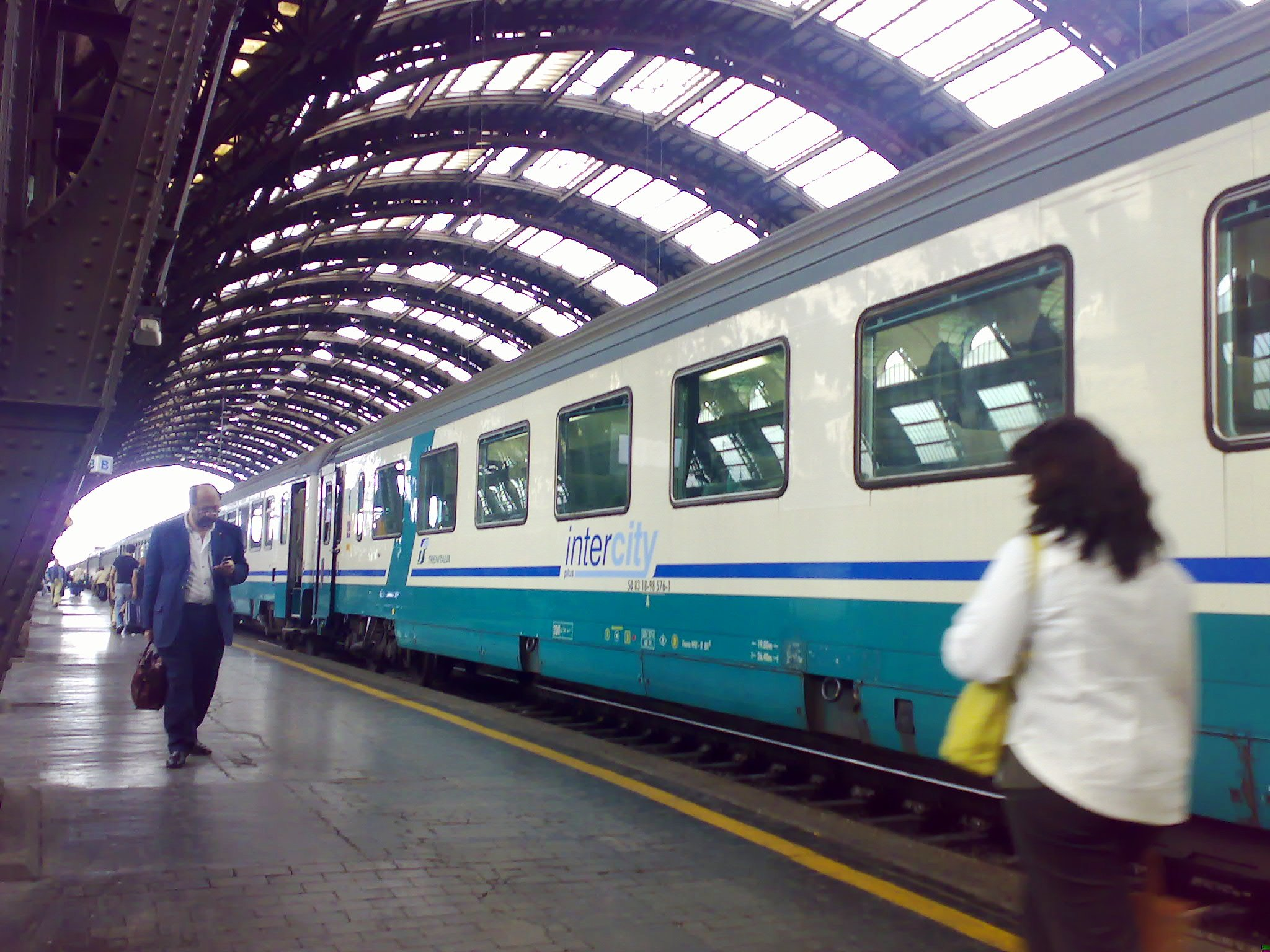
Trenitalia InterCity - vonat Milano Centrale pályaudvaron
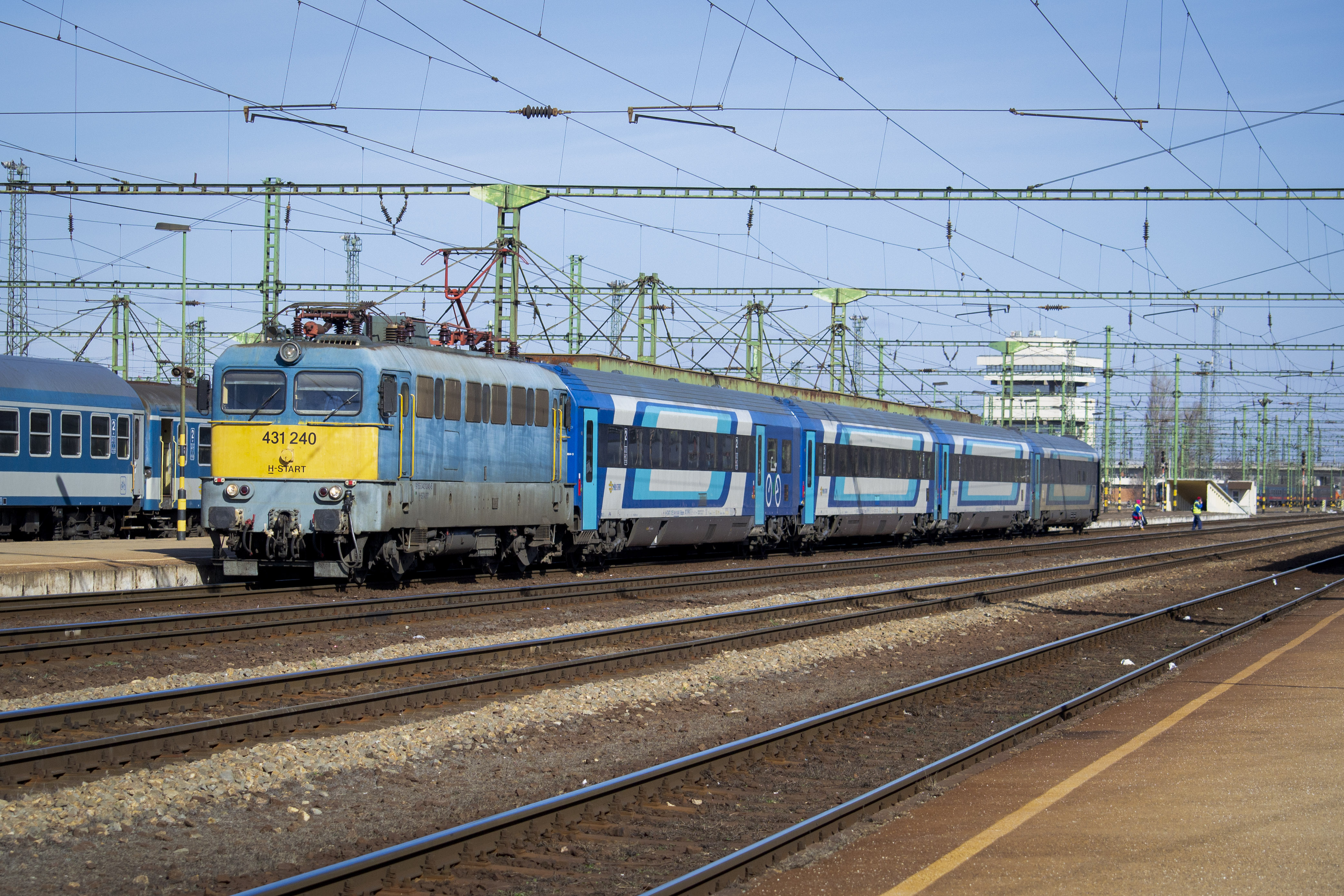
MÁV IC-vonat 2020-ban
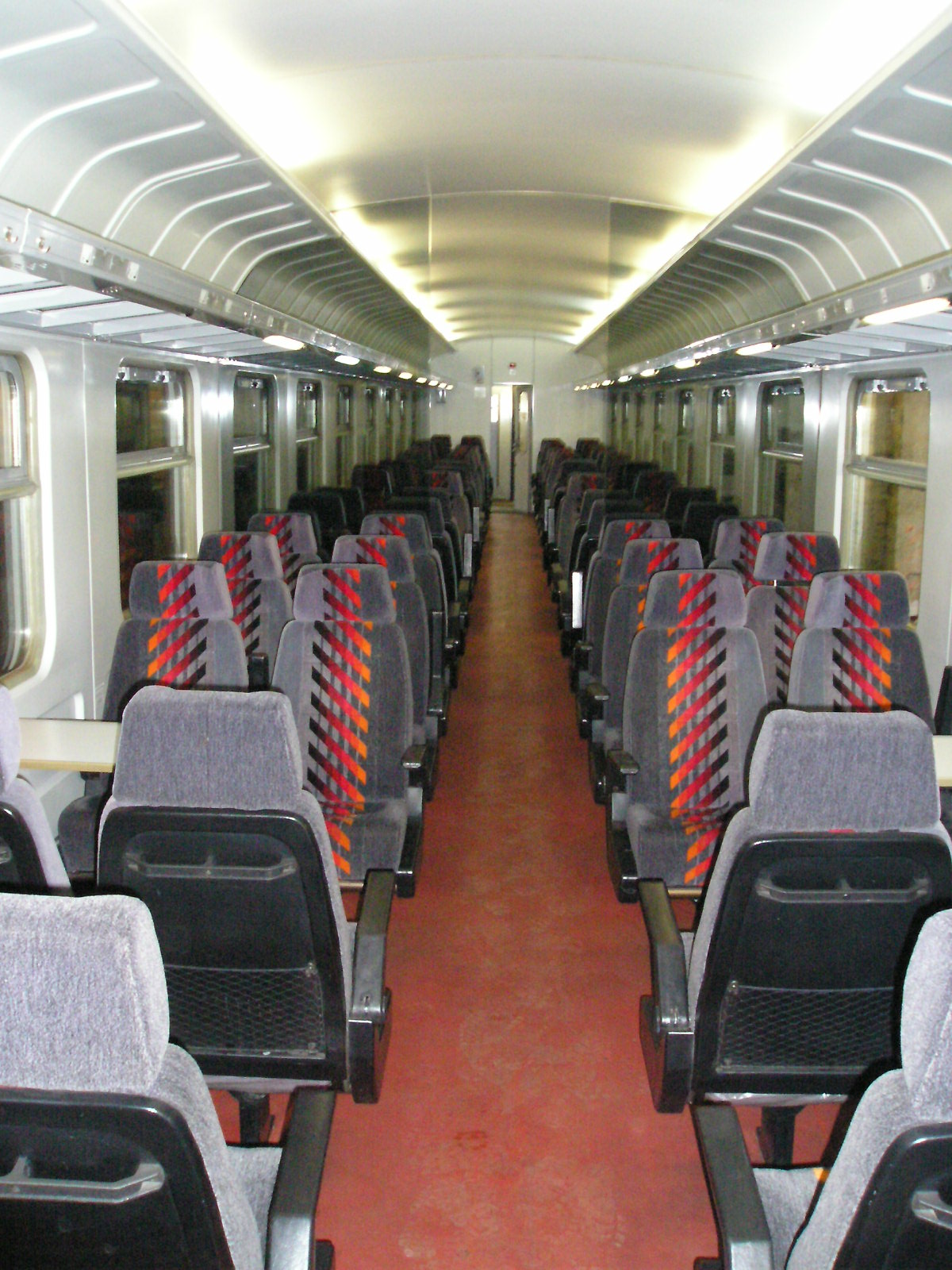
A GYSEV 2. osztályú InterCity személykocsija
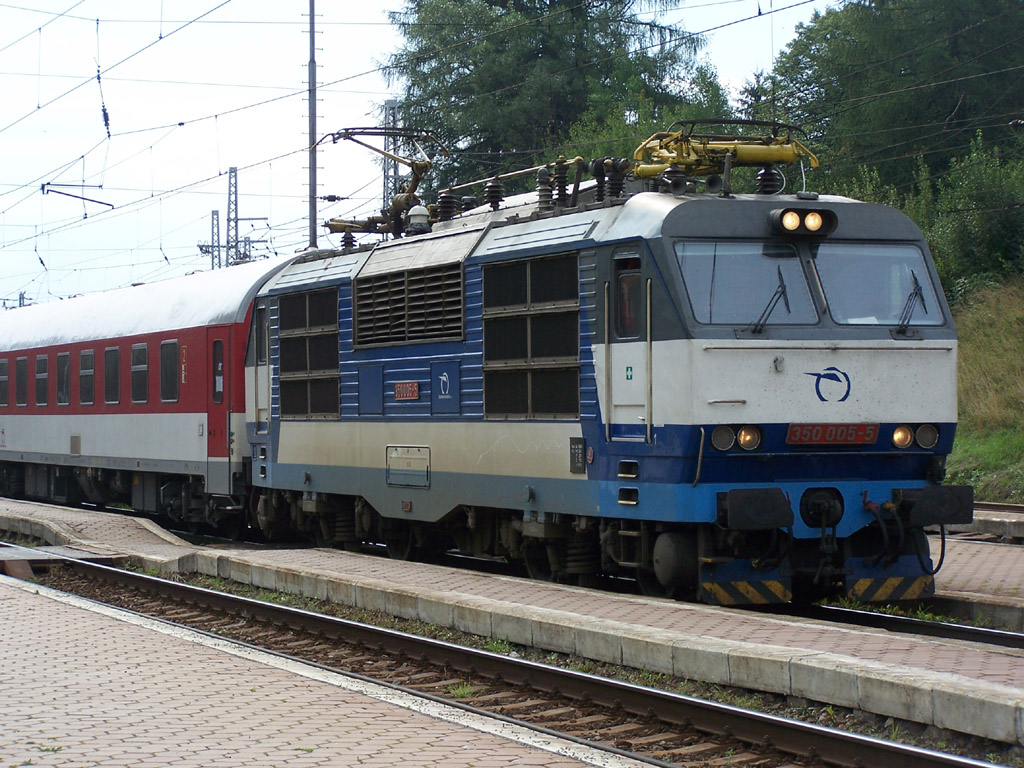
IC vonat Csorbán